# Rejon iłański
Rejon iłański (ros. Ила́нский райо́н, Iłanskij rajon) – rejon administracyjny i komunalny Kraju Krasnojarskiego w Rosji. Centrum administracyjnym rejonu jest miasto Iłańskij, którego ludność stanowi 62,2% populacji rejonu. Został on utworzony 7 listopada 1939 roku.

## Położenie
Rejon ma powierzchnię 3 750 km² i znajduje się w południowo-wschodniej części Kraju Krasnojarskiego, granicząc na północy z rejonem abańskim, na wschodzie z rejonem niżneingaszskim, na południowym wschodzie z obwodem irkuckim, na południu z rejonem irbiejskim, a na  zachodzie z rejonem kańskim.
Przez rejon przebiega droga magistralna M53 oraz główna linia kolei trassyberyjskiej.

## Ludność
W 1989 roku rejon ten liczył  mieszkańców 31 949, w 2002 roku 28 139, w 2010 roku 25 897, a w 2011 zaludnienie wyniosło 25 787 osób.

## Podział administracyjny
Administracyjnie rejon dzieli się na miasto Iłańskij i 9 sielsowietów.